# NGC 2750
NGC 2750 је спирална галаксија у сазвежђу Рак која се налази на NGC листи објеката дубоког неба.
Деклинација објекта је + 25° 26' 15" а ректасцензија 9h 5m 48,0s. Привидна величина (магнитуда) објекта NGC 2750 износи 12,0 а фотографска магнитуда 12,7. Налази се на удаљености од 38,4000 милиона парсека од Сунца. NGC 2750 је још познат и под ознакама UGC 4769, MCG 4-22-12, CGCG 121-17, IRAS 09028+2538, VV 541, KCPG 186B, PGC 25525.